# Andres Gerber
Andres Gerber (ur. 26 kwietnia 1973 w Belp) – szwajcarski piłkarz występujący na pozycji pomocnika.

## Kariera klubowa
Geber karierę rozpoczynał w 1992 roku w pierwszoligowym klubie BSC Young Boys. Przez 6 lat w jego barwach rozegrał 132 spotkania i zdobył 11 bramek. W 1998 roku odszedł do innego pierwszoligowego zespołu Lausanne Sports. W 1999 roku zdobył z nim Puchar Szwajcarii, a w 2000 roku wywalczył wicemistrzostwo Szwajcarii.
W tym samym roku Gerber przeszedł do Grasshopper Club, także grającego w ekstraklasie. W 2001 oraz w 2003 roku zdobył z nim mistrzostwo Szwajcarii. W 2003 roku odszedł także do FC Thun, również występującego w pierwszej lidze. W 2005 roku wywalczył z zespołem wicemistrzostwo Szwajcarii. W 2008 roku spadł z nim do drugiej ligi. W 2009 roku zakończył karierę.

## Kariera reprezentacyjna
W reprezentacji Szwajcarii Gerber zadebiutował 19 lutego 2000 roku w wygranym 4:1 towarzyskim meczu z Omanem. W drużynie narodowej rozegrał 4 spotkania, wszystkie w 2000 roku.